# Neumarkter Kleinbahn T1 und T2
Die Triebwagen Neumarkter Kleinbahn T1 und T2 gehörten zu einer Serie Triebwagen der Deutschen Werke Kiel und entstanden 1923.
Die Triebwagen entsprachen den Fahrzeugen, die umgangssprachlich als Spitzmäuse oder U-Boote bezeichnet wurden. Entgegen dem MFWE T II der Mecklenburgischen Friedrich-Wilhelm-Eisenbahn-Gesellschaft sind diese aus einer späteren Serie und maßlich etwas abweichend.
Von diesen Triebwagen entstanden bei den DWK eine ganze Reihe schmalspuriger und normalspuriger Fahrzeuge. Ihre Bauartmerkmale waren:
- einmotorige Maschinenanlage
- Ganzstahlwagenkasten mit dreieckigen Wagenenden
- Drehgestellbauweise
- Dachkühlanlage

## Geschichte

### Neumarkter Kleinbahn
Die beiden Triebwagen entstanden 1923 bei den Deutschen Werken und wurden zunächst als Vorführwagen zu verschiedenen Privatbahnen geschickt. Schließlich kaufte 1925 die Firma Smoschewer & Co. in Breslau beide Fahrzeuge und verwendete sie zum Betrieb auf der Neumarkter Kleinbahn. Da sich der Verkehr auf der nur etwa fünf Kilometer langen straßenbahnähnlichen Strecke nicht rechnete, wurden beide Triebwagen 1936 über einen Zwischenhändler an die Unternehmensgruppe Vering & Waechter zum Einsatz auf deren Kleinbahnen verkauft.

### Vering und Wächter
Sie wurden auf den Strecken der Königs Wusterhausen-Mittenwalde-Töpchiner Kleinbahn und der Neukölln-Mittenwalder Eisenbahn eingesetzt, wobei jeweils ein Triebwagen erwähnt wird.
Diese Fahrzeuge überstanden den Zweiten Weltkrieg, wobei von einem Zwischenhändler der Unternehmensgruppe Vering und Wächter, Wolff & Co, gesprochen wird. Nicht nachgewiesen sind Einsätze im Kriegsdienst. Ein Triebwagen wurde 1949 nach einem Unfall verschrottet, ein Triebwagen von Wolff & Co der Verden-Walsroder Eisenbahn zum Kauf angeboten.

### Verden-Walsroder Eisenbahn
1949 wurde der Wagen bei der Gesellschaft nach Reparaturarbeiten wieder in Betrieb genommen und bediente vorrangig die Strecke zwischen Verden und Stemmen. 1951 wurde seine Antriebsanlage umgebaut, er erhielt einen Dieselmotor von KHD und ein Mylius-Getriebe. Die Verden-Walsroder Eisenbahn besaß einen historischen Fahrzeugpark; außer dem DWK-Oldtimer verfügte sie noch über einen Wismarer Schienenbus sowie einen AEG-Benzoltriebwagen. 1962 war der Triebwagen in einen schweren Unfall verwickelt, als er bei Hohenaverbergen bei einem unbeschrankten Bahnübergang einen PKW erfasste. Nach dem Ende des Reisezugverkehrs nach Stemmen wurde der Triebwagen nur noch gelegentlich eingesetzt.
1969 wurde der Triebwagen ausgemustert und mit anderen nicht mehr benötigten Fahrzeugen verschrottet.

## Konstruktive Merkmale
Die Fahrzeuge entsprachen der DWK-Typenreihe IV Baujahr 1923 in der spitzen Form.
Der Wagenkasten war aus Stahlblech geschweißt und vernietet. Das Gerippe bestand aus Stahlträgern, das Dach aus Aluminium. Im Inneren wurde ein isolierter Hohlraumes mit Holz verkleidet. Bei großer Stabilität war das Gewicht des Wagens vergleichsweise niedrig. Der Wagen war mit der typischen Zuspitzung der Stirnwand ausgeführt, die ihm den Spitznamen gaben. Äußerlich sichtbar waren die Fenster des Wagenkastens in der sogenannten Kirchenfensterarchitektur ausgeführt. Diese untergliederten sich in ein feststehendes abgerundetes Oberlicht und ein herablassbares rechteckiges Fenster. Das Oberlicht wurde später durch Bleche verkleidet.
Die zweiachsigen Drehgestelle waren in Schweißbauart hergestellt. Der mit Schraubenfedern gefederte Wagenkasten war auf die Drehgestelle aufgesetzt und konnte nach Lösen einiger Verbindungen leicht abgehoben werden. Die Achsen der Radsätze liefen in Kugellagern. In Achsgabeln wurden die Achsbuchsen geführt und stützten sich auf Schraubenfedern. Beim Befahren von Kurven verschoben sich die Radsätze axial, wodurch eine Erhöhung der Kurvenbeweglichkeit erreicht wurde. Mit Rückstellfedern wurden sie in die Ausgangslage zurückgeführt.
Die Inneneinrichtung war in der sogenannten Holzklasse ausgeführt und in 2+1-Bestuhlung vis-à-vis ausgeführt. Pro Sitzabteil waren zwei Lüfter im Dach vorhanden. Die Inneneinrichtung vervollständigten Gepäckträger und Sonnenschutz. Das Fahrgastabteil war durch Trennwände von den Einstiegsräumen abgetrennt, in denen stand der Triebwagenführer an seinem Arbeitsplatz. Beheizt wurde der Wagen ursprünglich durch das Kühlwasser des Motors.
Die Maschinenanlage bestand anfangs aus dem mit Benzol betriebenen Vierzylinder-Viertakt-Ottomotor DWK Typ T IVab und einem mechanischen Getriebe vom gleichen Hersteller. Der Motor hatte zwei Zündapparate mit Zündkerzen und einen Vergaser. Gestartet wurde der Motor elektrisch, zur Sicherheit gab es noch eine Möglichkeit des Startens mit einer seitlichen Handkurbel. Die Kupplung wurde durch ein Pedal betätigt, das Getriebe hatte vier Gänge für Vorwärts- und Rückwärtsfahrt. Der Maschinenraum war nach unten geschlossen, sodass ein Verstauben sowie Verschmutzen vermieden wurde. Die gesamte Maschinenanlage ließ sich für Wartungsarbeiten nach unten abnehmen. Der Verbrauch an Kraftstoff war im Katalog mit 40 l/100 km Fahrstrecke angegeben.
Diese Maschinenanlage wurde bei der Verden–Walsroder Eisenbahn durch einen Dieselmotor F6M517 von KHD und ein Mylius-Getriebe ersetzt. Außerdem wurden an der Karosserie Ablageflächen ähnlich der bei Wismarer Schienenbussen angebracht, wodurch die Mitnahme sperriger Güter wie Fahrräder erleichtert wurde.